# Les Fausses Confidences
Pour l'adaptation, voir Les Fausses Confidences (film).
Les Fausses Confidences est une comédie en trois actes et en prose de Marivaux jouée pour la première fois le samedi 16 mars 1737 par les Comédiens italiens à l’Hôtel de Bourgogne, sous le nom de La Fausse Confidence. Le titre tel qu'il est connu aujourd'hui n'apparaîtra que lors de sa deuxième représentation en 1738.
L’idée de provoquer l’amour par de fausses confidences a été souvent mise en œuvre avant et après Marivaux. Cette comédie à l’intrigue bien conduite, sagement développée, aux caractères aimables et en relief, aux situations comiques et intéressantes, ne rencontre pas le succès du vivant de son auteur. Elle reçoit néanmoins un accueil plus favorable à l'occasion de sa reprise au Théâtre-Français en 1793.

## Personnages
- Araminte, riche veuve et fille de Madame Argante
- Dorante, neveu de Monsieur Rémy, aime secrètement Araminte
- Monsieur Rémy, procureur[1] et oncle de Dorante
- Madame Argante, mère d’Araminte
- Arlequin, valet d’Araminte (personnage comique, chargé au cours de la pièce de servir Dorante)
- Dubois, ancien valet de Dorante, au service d’Araminte, grand stratège de la pièce
- Marton, servante d’Araminte, tombe amoureuse de Dorante
- Le comte Dorimont, prétendant d’Araminte
- Un domestique parlant (c'est-à-dire qu'il reste dans les coulisses)
- Un garçon, joaillier

## L’intrigue

### Acte I
Dorante est un jeune homme de bonne famille, mais ruiné. Il s'est récemment épris d’une jeune veuve prénommée Araminte, riche, bonne, sans vanité. Avec son ancien valet, Dubois, qu'il n'avait pu garder par manque de moyens, et qui est maintenant au service d'Araminte, ils élaborent un plan pour la lui faire épouser. Dorante parvient à se faire présenter dans la maison en tant qu’intendant sur recommandation de M. Rémy, son oncle, procureur de ladite dame, et qui n'a pas connaissance des plans de Dorante et Dubois.
Toute l’action est menée par Dubois, qui met en place un stratagème redoutable pour rendre Araminte amoureuse de Dorante. Mais Dorante à peine arrivé, M. Rémy lui dit qu'il ferait bien d'épouser Marton, la jeune protégée d'Araminte. Dorante montre qu'il n'est pas enthousiasmé par cette idée, mais M. Rémy s'empresse quand même d'aller jouer l’entremetteur, quitte à raconter quelques mensonges à Marton,. Marton - effectivement tombée amoureuse de Dorante - se laisse prendre au jeu, certainement pour suivre le conseil de Dubois qui était de se faire apprécier de Marton. Bien que cette péripétie ne fasse pas partie du stratagème de Dubois, elle servira bien leurs intérêts, puisqu’elle aura pour but de rendre Araminte jalouse par la suite.
Araminte est bien disposée pour Dorante dès l’abord : il est bien fait de sa personne et bien recommandé ; elle l'engage donc. Dorante rencontre ensuite Mme Argante, la mère d'Araminte, qui compte bien se servir de lui pour une affaire. Elle lui apprend qu'Araminte est en procès avec le comte Dorimont au sujet d'une terre, mais pour éviter qu'ils ne plaident (ce qui n'est sûrement qu'une excuse), elle souhaite plutôt qu'ils se marient, la terre leur appartiendrait alors tous deux (la vraie raison est certainement les titres de noblesse du comte Dorimont que Mme Argante convoite). Pour cela, Mme Argante ordonne à Dorante de persuader Araminte qu'elle perdra si elle va au procès, et ce malgré ses vraies chances de l'emporter. Dorante refuse, ce qui fâche Mme Argante. 
Marton essaie à son tour de le convaincre, et lui apprend que le comte avait déjà offert de lui donner mille écus s'il parvenait à épouser Araminte (qui reviendraient donc également à Dorante aux yeux de Marton, qui a en tête leur chimérique projet de mariage à eux). Dorante refuse toujours.
Araminte, mise au courant, le félicite de sa probité. Araminte, qui ne se sent aucune envie d’épouser le comte, charge Dorante d’examiner ses papiers et de lui dire si elle a quelque chance de gagner. 
Dubois, qui survient pendant cette conversation, feint d’être étonné de voir Dorante, et Dorante gêné d'être vu. Araminte, seule avec Dubois, lui demande quelques renseignements sur son nouvel intendant. Il lui dit que c’est le plus brave et honnête homme du monde, mais qu’il a une folie en tête : il est amoureux. Il lui raconte qu'on lui a même  proposé plusieurs partis fort avantageux, qu'il a tous refusés à cause de son fol amour.
Lorsque Araminte demande à Dubois s’il connaît la personne qui lui a inspiré cette passion, il lui confie que c’est elle-même. Elle est étonnée, mais touchée en même temps. Tout en se disant qu’elle ne devrait pas garder son intendant, elle ne peut se résoudre à le renvoyer tout de suite et décide d’attendre au moins un peu, par compassion.

### Acte II
Dorante conseille à Araminte de plaider. Monsieur Rémy arrive pour proposer à son neveu un riche mariage, et s'irrite de le voir refuser. Marton croit que c'est pour elle. Un portrait mystérieux est alors apporté au domicile d’Araminte (c'est elle sur le portrait) Marton est sûre que c'est le sien, mais, quand Araminte ouvre la boîte en présence de sa mère et du comte, tous découvrent que c’est un portrait d’elle. 
Araminte apprend de Dubois que le projet de marier Dorante et Marton est une invention de Monsieur Rémy, et que le portrait a bien été peint par Dorante et non pas par le comte comme elle le pensait au début. 
Araminte décide alors de lui tendre un piège. 
Elle l'oblige à écrire une lettre annonçant au comte qu'elle accepte de l'épouser. Il est troublé, inquiet, mais soupçonnant le piège, ne se dévoile pas. Marton vient annoncer qu'elle est prête à l'épouser ; il explique alors à Araminte qu'il ne peut pas, car il aime ailleurs. Comme il ne veut pas dire qui, elle ouvre la boite du portrait, il se jette alors à ses genoux et lui demande pardon. Araminte lui pardonne, mais affirme ensuite à Dubois qu'il n'a pas parlé.

### Acte III
Marton, ayant compris que Dorante ne s’intéresse nullement à elle, subtilise une lettre, sur les conseils de Dubois. Cette lettre que Dorante a écrite à l'instigation du même Dubois, fait part à un destinataire imaginaire de sa passion pour Araminte et de son désir de s'expatrier, par honte de l’avoir offensée. 
Madame Argante essaie une dernière fois de convaincre sa fille de renvoyer Dorante et se dispute avec Monsieur Rémy, furieux qu'on traite son neveu d'impertinent à l'air galant et la mine doucereuse.
Marton, qui voit en la lettre une vengeance idéale, la fait lire au comte à haute voix, en présence de tous les protagonistes. Cette lettre, qui avait pour but de rendre publique sa passion, Dorante ne la renie pas. Araminte, particulièrement irritée, congédie tout le monde. 
Elle reproche à Dubois d'avoir trahi son ancien maître, rend son amitié à Marton qui vient s'excuser, et accepte que Dorante vienne lui faire ses adieux, avant de finir par lui avouer qu’elle l’aime. Il lui confesse alors que la plupart des rapports qu’on lui a faits étaient de fausses confidences, et que c’est Dubois qui a tout mené. Il n’y a de vrai que l’amour profond qu’il éprouve pour elle, et le portrait qu'il a peint. 
Elle lui pardonne tout en faveur de cet amour et de sa franchise. Le comte, qui a compris que Dorante lui a plu, se retire avec élégance, Madame Argante affirme qu'il ne sera jamais son gendre, mais Araminte n'en a cure, et Dubois se félicite de sa victoire.

## Analyse
Les « fausses confidences » qui parsèment la pièce prennent des formes diverses et recourent à des moyens différents – une confidence verbale, par exemple, peut être étayée par des preuves matérielles telles que la lettre ou le portrait. Fausses, les confidences le sont également à des degrés divers – mensonges purs et simples, demi-vérités, exagérations, dissimulations – il ne s’agit donc pas toujours à proprement parler de mensonges. 
Autre interprétation possible : les « fausses confidences » sont ainsi dénommées parce qu’elles ne sont pas à proprement parler des confidences, mais plutôt des révélations de faux secrets dont la mise en scène a été soigneusement calculée.
Dans l’univers des Fausses Confidences, chaque personnage, guidé par ses sentiments ou par l’intérêt, ment et manigance pour parvenir à ses fins. Dans ce chassé-croisé de manœuvres intrigantes qui fondent la structure de la pièce, le recours aux « fausses confidences » est un ressort fondamental de la progression dramatique. Le maître amoureux et son valet ingénieux ont mis sur pied un complot systématique d’une efficacité diabolique.
Dubois, calculateur et fin psychologue, se pose d’emblée comme la tête pensante du stratagème. C’est lui qui est l’auteur de la première fausse confidence faite à Araminte.
Pour les trois « fausses confidences » suivantes, Dorante et Dubois ont recours à des artifices empruntés à la tradition théâtrale et romanesque : un portrait d’Araminte appartenant à Dorante, un autre tableau d’elle qu’il aurait contemplé avec trop d’admiration, et une fausse lettre dans laquelle il parle de son amour pour Araminte à un destinataire fictif.

### Le rôle du langage dansLes Fausses Confidences
Une confidence étant généralement un secret que l’on communique verbalement à autrui, le titre Les Fausses Confidences a l’avantage de souligner dès le début la place prépondérante qu’occupe le langage dans la pièce. La confidence suppose également une relation de confiance entre le locuteur et son destinataire. Ce rapport fiduciaire est par ailleurs indispensable à tout acte de communication : c’est la nécessité de croire en la parole de l’autre qui donne à celle-ci tout son pouvoir. Ainsi, le mécanisme de la « fausse confidence » ne pourrait fonctionner sans l’entière confiance de la victime envers le manipulateur. La pièce pourrait même être lue tout entière comme une illustration de l’extrême puissance du langage en tant qu’instrument de manipulation. C’est bien sûr Dubois qui sait tirer le meilleur parti de l’immense pouvoir de séduction du langage. Lors de ses « fausses confidences » à Araminte, il sait mettre en scène ses révélations, employer la curiosité, la jalousie et l’amour-propre de son interlocutrice pour parvenir à ses fins. Exercer les pouvoirs du langage revêt l’apparence d’un jeu chez Marivaux, jeu qui n’est pas toujours dénué d’une certaine cruauté.
Dubois souligne d’ailleurs précisément le lien entre amour et langage : « quand l’amour parle, il est le maître, et il parlera ». En d’autres termes, conclut Maryse Laffitte, « chez Marivaux, […] c’est par le langage que l’amour parvient à la conscience du sujet qui résiste ». Son statut est donc double : s’il est le vecteur privilégié des faux-semblants et des manipulations, il permet aussi au personnage d’accéder à un état amoureux véritable.

### L’être et le paraître, une impossible réconciliation?
« Le masque par excellence, c’est la parole », dit Jean Rousset à propos des Fausses Confidences. On ne pourrait mieux résumer le rapport entre paraître et langage chez Marivaux. Avec Les Fausses Confidences, on touche à un leitmotiv de l’œuvre de Marivaux, que Jean Rousset a nommé « le double registre » : les personnages marivaudiens fonctionnent selon deux niveaux de réalité, celui du paraître (qui les conduit à endosser un masque) et celui de l’être (la vérité du cœur, au-delà des apparences). Le dénouement de la pièce permet-il de faire coïncider ces deux réalités ? On a pu voir, à travers l’analyse des « fausses confidences », l’extrême complexité des rapports entre l’être et le paraître. En réalité, jamais le masque n’est (ne peut être) totalement levé sur le réel. Finalement, toutes les pistes de lecture restent ouvertes. Le caractère fuyant de la pièce tient à son ambiguïté fondamentale entre l’être et le paraître. Enfin, peut-être est-ce aussi cela, le marivaudage : un art du trompe-l’œil, où, dans un jeu infini de reflets entre le vrai et le faux, la réalité n’est plus discernable du mensonge.
Le théâtre de Marivaux joue sans cesse sur l’illusion, le déguisement et les ambiguïtés entre vérité et apparence. Toute confusion entre la scène et la vie est impossible. Cet univers, souvent qualifié d’abstrait ou de précieux, ne s’enracine pas dans le quotidien. Il n’est jamais réaliste. Les Fausses Confidences exploitent la dualité équivoque de l’être et du paraître. Le titre exprime à la fois le mensonge et la sincérité. Tout se déploie dans un perpétuel jeu de bascule entre les mirages du faux-semblant et les cris du cœur.

## Bibliographie

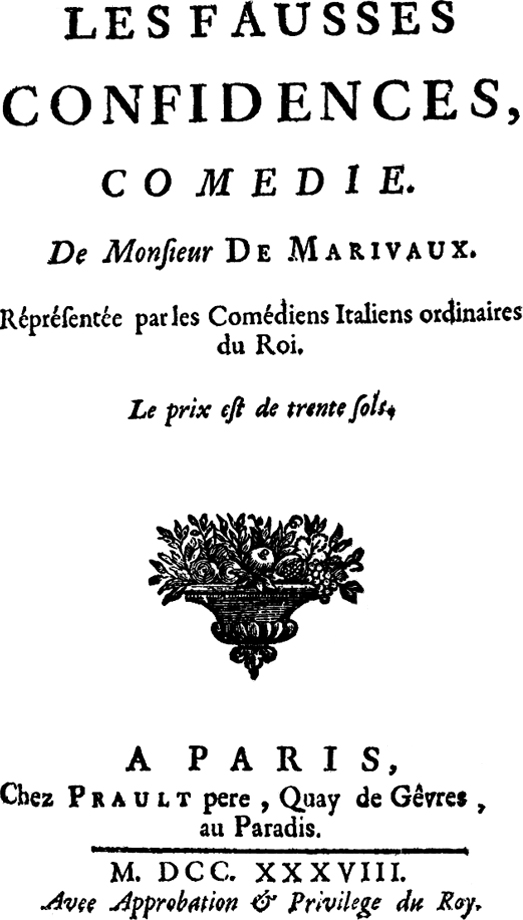
Édition princeps.

## Mises en scène notoires
- En 1947 : Les Fausses Confidences de Marivaux, mise en scène Jean-Louis Barrault, avec Madeleine Renaud, décors et costumes de Maurice Brianchon, Théâtre des Célestins.
- En 1971 : Les Fausses Confidences de Marivaux, mise en scène Jean Piat, avec  Jean Piat, Simon Eine, Micheline Boudet, Bernard Dhéran, Denise Gence.
- En 1985 : Les Fausses Confidences de Marivaux, mise en scène Roland Monod, Rencontres d'été de la Chartreuse Villeneuve-les-Avignon et Festival d'automne Saint-Cloud.
- En 2005 : Les Fausses Confidences de Marivaux, mise en scène Jean-Louis Thamin, Théâtre Silvia Monfort, avec Patrice Kerbrat (Dubois) et Cécile Sanz de Alba (Araminte).
- En 2010 : Les Fausses Confidences de Marivaux, mise en scène Didier Bezace, Théâtre de la Commune, avec Pierre Arditi (Dubois) et Anouk Grinberg (Araminte).
- En 2014 : Les Fausses Confidences de Marivaux, mise en scène Luc Bondy, Théâtre de l'Odéon, avec Isabelle Huppert (Araminte), Louis Garrel (Dorante) et Yves Jacques (Dubois).
- En 2024 : Les Fausses Confidences de Marivaux, mise en scène Alain Françon, Théâtre des Amandiers, CDN de Nanterre, avec Georgia Scalliet (Araminte) et Pierre-François Garel (Dorante).

## Adaptations
- Les Fausses Confidences réalisé par Daniel Moosmann, film français de 1984
- Les Fausses confidences réalisé par Luc Bondy, téléfilm français diffusé en 2017 sur Arte[28]
- Les Fausses confidences mis en scène par Alain Françon, interprété en 2024 / 2025 au théâtre de la porte St Martin

## Source
- Jean Fleury, Marivaux et le marivaudage, Paris, Plon, 1881, p. 136-38
- Mamadou
- Notes et références

1. 1 2  Le terme désigne alors un avoué.
2. ↑  Citation dans Les Fausses Confidences, sur www.lirtuose.fr
3. ↑  Citation dans Les Fausses Confidences, sur www.lirtuose.fr
4. ↑  Citation dans Les Fausses Confidences, sur www.lirtuose.fr
5. ↑  Citation dans Les Fausses Confidences, sur www.lirtuose.fr
6. ↑  Citation dans Les Fausses Confidences, sur www.lirtuose.fr
7. ↑  Citation dans Les Fausses Confidences, sur www.lirtuose.fr
8. ↑  Citation dans Les Fausses Confidences, sur www.lirtuose.fr
9. ↑  Citation dans Les Fausses Confidences, sur www.lirtuose.fr
10. ↑  Citation dans Les Fausses Confidences, sur www.lirtuose.fr
11. ↑  Citation dans Les Fausses Confidences, sur www.lirtuose.fr
12. ↑  Citation dans Les Fausses Confidences, sur www.lirtuose.fr
13. ↑  Citation dans Les Fausses Confidences, sur www.lirtuose.fr
14. ↑  Citation dans Les Fausses Confidences, sur www.lirtuose.fr
15. ↑  Citation dans Les Fausses Confidences, sur www.lirtuose.fr
16. ↑  Citation dans Les Fausses Confidences, sur www.lirtuose.fr
17. ↑  Citation dans Les Fausses Confidences, sur www.lirtuose.fr
18. ↑  Citation dans Les Fausses Confidences, sur www.lirtuose.fr
19. ↑  Citation dans Les Fausses Confidences, sur www.lirtuose.fr
20. ↑  Citation dans Les Fausses Confidences, sur www.lirtuose.fr
21. ↑  Citation dans Les Fausses Confidences, sur www.lirtuose.fr
22. ↑  Citation dans Les Fausses Confidences, sur www.lirtuose.fr
23. ↑  Citation dans Les Fausses Confidences, sur www.lirtuose.fr
24. ↑  Citation dans Les Fausses Confidences, sur www.lirtuose.fr
25. ↑  Citation dans Les Fausses Confidences, sur www.lirtuose.fr
26. ↑  Citation dans Les Fausses Confidences, sur www.lirtuose.fr
27. ↑  Citation dans Les Fausses Confidences, sur www.lirtuose.fr
28. ↑  Programme TV: Isabelle Hupert héroïne des Fausses Confidences sur Arte, sur tvmag.lefigaro.fr, consulté le 9 mars 2017